# Autostrada M80
Autostrada M80 – autostrada w Szkocji z Glasgow do Stirling mająca na celu skrócenie czasu przejazdu z Glasgow w drodze do Aberdeen. W połowie 2011 roku planuje się otworzyć brakujący fragment drogi między Stepps a Haggs. Droga na tym odcinku przebiega przez drogę A80, której część jest obecnie modyfikowana do parametrów autostrady.